# Збірна Ірану з футболу
Збірна Ірану з футболу — національна збірна команда Ірану, що представляє країну в міжнародних матчах і турнірах з футболу. Керується Федерацією футболу Ісламської Республіки Іран.
Станом на 28 листопада 2024 посідає 18-e місце у рейтингу футбольних збірних світу.

## Збірна Ірану на найбільших міжнародних турнірах

### Чемпіонат світу
- З 1930 по 1970 — не брала участь
- 1974 — не пройшла кваліфікацію
- 1978 — перший груповий етап (14-е місце)
- 1982 — дискваліфікована
- 1986 — не пройшла кваліфікацію
- 1990 — не пройшла кваліфікацію
- 1994 — не пройшла кваліфікацію
- 1998 — груповий етап (20-е місце)
- 2002 — не пройшла кваліфікацію
- 2006 — груповий етап (25-е місце)
- 2010 — не пройшла кваліфікацію
- 2014 — груповий етап (28-е місце)
- 2018 — груповий етап (18-е місце)
- 2022 — груповий етап

### Олімпійські ігри
- З 1900 по 1960 — не брала участь
- 1964 — груповий етап
- 1968 — не брала участі
- 1972 — груповий етап
- 1976 — чвертьфінал
- 1980 — пройшла кваліфікацію, але не брала участі через бойкот Олімпійських ігор
- 1984 — не брала участі
- з 1988 по 2020 — не пройшла кваліфікацію

### Кубок Азії
- 1956 — не брала участі
- 1960 — не пройшла кваліфікацію
- 1964 — відмовилась від участі
- 1968 — Чемпіон
- 1972 — Чемпіон
- 1976 — Чемпіон
- 1980 — 3-тє місце
- 1984 — четверте місце
- 1988 — 3-тє місце
- 1992 — груповий етап
- 1996 — 3-тє місце
- 2000 — чвертьфінал
- 2004 — 3-тє місце
- 2007 — чвертьфінал
- 2011 — чвертьфінал
- 2015 — чвертьфінал
- 2019 — 3-тє місце
- 2023 — кваліфікувались

## Поточний склад
Заявка збірної для участі у чемпіонаті світу 2018 року. Вік гравців наведено на день початку змагання (14 червня 2018 року), дані про кількість матчів і голів — на дату подачі заявки (4 червня 2018 року).
| №  | Поз. | Гравець                 | Дата народження (вік)          | Ігри | Голи | Клуб               |
| -- | ---- | ----------------------- | ------------------------------ | ---- | ---- | ------------------ |
| 1  | ВР   | Аліреза Бейранванд      | 21 вересня 1992 (вік 25 років) | 21   | 0    | «Персеполіс»       |
| 12 | ВР   | Мохаммад Рашид Мазахері | 18 травня 1989 (вік 29 років)  | 3    | 0    | «Зоб Ахан»         |
| 22 | ВР   | Амір Абедзадех          | 26 квітня 1993 (вік 25 років)  | 1    | 0    | «Марітіму»         |
|    |      |                         |                                |      |      |                    |
| 3  | ЗХ   | Ехсан Хаджсафі          | 25 лютого 1990 (вік 28 років)  | 93   | 6    | «Олімпіакос»       |
| 4  | ЗХ   | Рузбех Чешмі            | 24 липня 1993 (вік 24 роки)    | 9    | 1    | «Естеґлал»         |
| 5  | ЗХ   | Мілад Мохаммаді         | 29 вересня 1993 (вік 24 роки)  | 18   | 0    | «Ахмат»            |
| 8  | ЗХ   | Мортеза Пураліганджі    | 19 квітня 1992 (вік 26 років)  | 26   | 2    | «Ас-Садд»          |
| 13 | ЗХ   | Мохаммад Реза Ханзадех  | 11 травня 1991 (вік 27 років)  | 11   | 1    | «Падіде»           |
| 15 | ЗХ   | Пежман Монтазері        | 6 вересня 1983 (вік 34 роки)   | 46   | 1    | «Естеґлал»         |
| 19 | ЗХ   | Маджид Хоссейні         | 20 червня 1996 (вік 21 рік)    | 1    | 0    | «Естеґлал»         |
| 23 | ЗХ   | Рамін Резеян            | 21 березня 1990 (вік 28 років) | 27   | 2    | «Остенде»          |
|    |      |                         |                                |      |      |                    |
| 2  | ПЗ   | Мехді Торабі            | 10 вересня 1994 (вік 23 роки)  | 16   | 4    | «Сайпа»            |
| 6  | ПЗ   | Саїд Езатолахі          | 1 жовтня 1996 (вік 21 рік)     | 25   | 1    | «Амкар»            |
| 7  | ПЗ   | Масуд Шоджаї (капітан)  | 9 червня 1984 (вік 34 роки)    | 73   | 8    | АЕК                |
| 9  | ПЗ   | Омід Ебрагімі           | 16 вересня 1987 (вік 30 років) | 29   | 0    | «Естеґлал»         |
| 11 | ПЗ   | Вахід Амірі             | 2 квітня 1988 (вік 30 років)   | 35   | 1    | «Персеполіс»       |
|    |      |                         |                                |      |      |                    |
| 10 | НП   | Карім Ансаріфард        | 3 квітня 1990 (вік 28 років)   | 63   | 16   | «Олімпіакос»       |
| 14 | НП   | Саман Годдос            | 6 вересня 1993 (вік 24 роки)   | 7    | 1    | «Естерсунд»        |
| 16 | НП   | Реза Ґучаннежад         | 20 вересня 1987 (вік 30 років) | 42   | 17   | «Геренвен»         |
| 17 | НП   | Мехді Таремі            | 18 липня 1992 (вік 25 років)   | 25   | 11   | «Аль-Гарафа»       |
| 18 | НП   | Аліреза Джаганбахш      | 11 серпня 1993 (вік 24 роки)   | 37   | 4    | АЗ                 |
| 20 | НП   | Сардар Азмун            | 1 січня 1995 (вік 23 роки)     | 32   | 23   | «Рома»             |
| 21 | НП   | Ашкан Дежаґа            | 5 липня 1986 (вік 31 рік)      | 45   | 9    | «Ноттінгем Форест» |